# Ernest Bueding
Ernest Bueding (* 19. August 1910 in Frankfurt am Main; † 18. April 1986 in Baltimore), geboren als Ernst Boris Büding, war ein Emigrant, der als Student schon zu Beginn der Zeit des Nationalsozialismus das Deutsche Reich verlassen musste. Über Exil-Stationen in Paris und Istanbul traf er im Januar 1939 in den USA ein, wo er sich eine wissenschaftliche Karriere als Parasitologe, Pharmakologe, Biochemiker und Krebsforscher aufbaute.

## Ernst Büdings Leben bis zur Machtübernahme der Nazis
Ernst Büding war der Sohn von Friedrich (* 28. Juli 1868 in Kassel; † 4. November 1924 in Frankfurt am Main) und Katia Büding (geborene Margoulieff [auch: Morgoulieff], * 26. August 1879 in Odessa; † 15. Juli 1963 New York). Die beiden waren seit dem 3. November 1904 verheiratet, was sie schon vorab, am 31. Oktober 1904, zu einer Spende von 500,00 Mark an das Israelitischen Waisenhauses, genannt die Philipp Feidel und Emilie Goldschmidt'sche Stiftung zu CASSEL veranlasst hatte.:S. 27 In dem Stiftungsbericht des Israelitischen Waisenhauses wird „Frau Dr. Katia Margoulieff Büding in Frankfurt a. M.“ ab dem 12. Oktober 1905 als eines der „weiblichen Mitglieder des Kuratoriums (Ehrenmütter)“ der Stiftung erwähnt.:S. 5 Der Doktortitel dürfte ihr, wie damals üblich, von ihrem Mann entliehen worden sein; in der Wiedergutmachungsakte aus den 1950er Jahren wird sie als „Oberlehrerin“ geführt. Einen Monat vor ihrer Berufung zur Ehrenmutter war Katia Büding Mutter einer Tochter geworden: Julia (* 17. September 1905 in Kassel; † 11. Juli 1974 in Zürich).

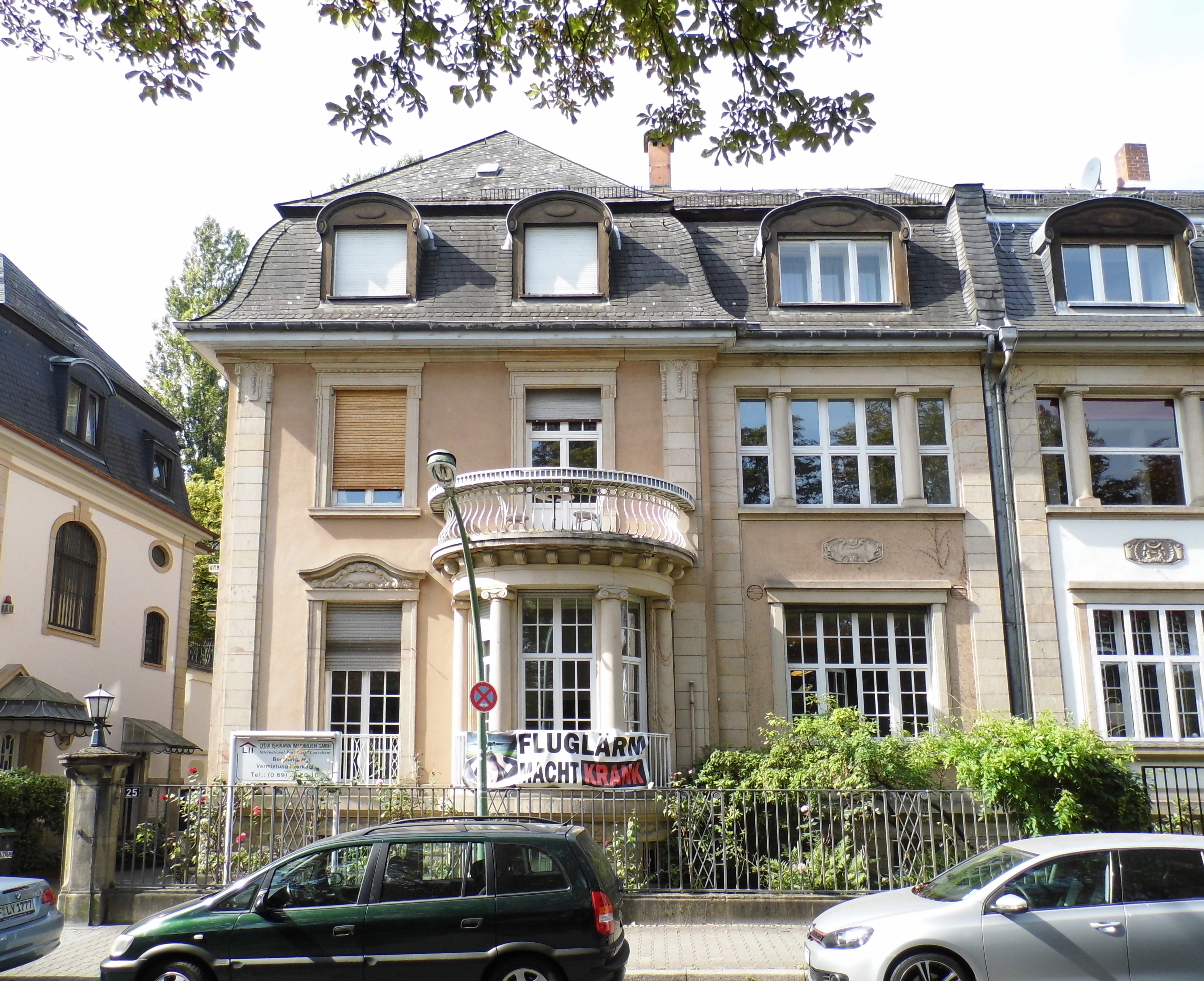
Frankfurt, Zeppelinallee 25

Wie der Stiftungsbericht besagt, lebten die Büdings 1905 bereits in Frankfurt. In den Adressbüchern der Stadt Frankfurt findet sich ein Eintrag für den „Privatier Dr. F. Büding, Schumannstr. 49“ erstmals in der Ausgabe 1908, und unter dieser Adresse lebte die Familie auch noch, als Sohn Ernst 1910 zur Welt kam. Erstmals im Adressbuch von 1914 ist für die Familie dann die bis zur Emigration gültige Adresse Zeppelinallee 25 eingetragen. Die von ihr dort bewohnte und heute unter Denkmalschutz stehende Villa war 1913 erbaut worden. Eigentümer des Hauses war zunächst dessen Architekt Johann Peter Walluf, bevor es dann in den Besitz von Friedrich Büding gelangte.
Ernst Büding legte an Ostern 1929 am Frankfurter Goethe-Gymnasium die Reifeprüfung ab und studierte ab April 1929 zwei Semester Medizin in Berlin und danach an der Goethe-Universität in Frankfurt. Im Juli 1931 bestand er mit der Gesamtnote „gut“ das Physikum und begann im Oktober des gleichen Jahres – parallel zur Fortsetzung seines Medizinstudiums – unter der Leitung des Biochemikers Gerhard Schmid im physikalisch-chemischen Labor des Pathologischen Instituts zu arbeiten. Diese Phase von Büdings Leben und Ausbildung endete im Frühjahr 1933.

„Infolge der politischen Ereignisse zu Beginn des Jahres 1933 wurde mir jegliche Möglichkeit einer wissenschaftlichen oder medizinischen Laufbahn in Deutschland verschlossen, da ich Jude bin. Im April 1933 begab ich mich nach Paris.“

Wie sehr Ernst Büding von nationalsozialistischen Verfolgungen bedroht war, zeigt eine Verfügung von Ernst Krieck, dem ersten Nazi-Rektor der Goethe-Universität. Dieser verfügte am 12. Juli 1933 die Zwangsexmatrikulation von sieben Studentinnen und Studenten, die sich aktiv in linken Studentengruppen betätigt hatten. 15 namentlich genannte weitere Personen wären wegen Betätigung „in kommunistischen Sinn“ relegiert worden, wenn sie die Universität nicht schon von sich aus verlassen hätten. Zu dieser Gruppe gehörte auch Ernst Büding, dem Krieck wie einigen anderen vorwarf, „Vorstandsmitglied oder Ferienvertreter der Kommunistischen Studentengruppe in den vergangenen Semestern“ gewesen zu sein. Ob Ernst Büding tatsächlich in einer sozialistischen oder kommunistischen Studentengruppe aktiv war, konnte nicht verifiziert werden.

## Exil in Paris und in der Türkei
Noch im April 1933 wurde Ernst Büding Mitarbeiter von Auguste Pettit am Pariser Institut Pasteur und setzte ab Oktober 1933 auch sein Medizinstudium fort. Wie er so nahtlos in Paris Fuß fassen konnte, ist nicht bekannt. Ein möglicher Hinweis hierzu findet sich allerdings in einer Biografie seines Frankfurter Lehrers Gerhard Schmidt. Dieser wollte von Schweden kommend, wo er nach seiner Flucht aus Deutschland 1933 eine Stelle gefunden hatte, die 1934 nicht mehr verlängert worden war, nach Italien reisen und dabei einen Zwischenstopp in Paris einlegen.

“Once he reached Amsterdam, he would travel over land, with a stop in Paris to visit the uncle of his Frankfurt friend Ernest Bueding in part to explore the possibility of a longer term scientific position in France.”

„Sobald er Amsterdam erreicht hatte, wollte er über Land reisen, mit einem Zwischenstopp in Paris, um den Onkel seines Frankfurter Freundes Ernest Bueding zu besuchen, auch um die Möglichkeit einer längerfristigen wissenschaftlichen Position in Frankreich zu erkunden.“

Bei diesem Onkel handelte es sich vermutlich um A. B. Margoulieff, dessen Adresse, „30 Ave Henri Martin, Paris, France“, findet sich in den Unterlagen von Ernst Büdings Schwester Julia Rosenburg in der Datenbank von Ancestry.
Ernst Büding bestand Ende Juli 1934 die anstehenden Examina und strebte für Ende 1935 die medizinische Promotion an. Parallel dazu wollte er noch eine physiologisch-chemische Dissertation an der naturwissenschaftlichen Fakultät der Sorbonne einreichen.
Am Institut Pasteur hatte auch Büdings langjährige Freundschaft mit Albert Schweitzer ihren Anfang.

“At that time Schweitzer was hospitalized in the Institute awaiting the results of tests of a vaccine for yellow fever-tests in which Schweitzer insisted that he himself be the guinea pig before he would allow the vaccine to be used on his patients at Lambarene. Ernest Bueding, as the youngest member of the staff, was delegated to be the person who should help Schweitzer pass the time.”

„Zu dieser Zeit lag Schweitzer im Institut und wartete auf die Ergebnisse von Tests eines Impfstoffs gegen Gelbfieber-Tests, bei denen Schweitzer darauf bestand, selbst als Versuchskaninchen zu fungieren, bevor er die Anwendung des Impfstoffs bei seinen Patienten in Lambarene erlaubte. Ernest Bueding, das jüngste Mitglied des Personals, wurde beauftragt, Schweitzer die Zeit zu vertreiben.“

Diese frühe Begegnung fand eine Fortsetzung nach Büdings abgeschlossener Ausbildung als Parasitologe und Pharmakologe und dem danach sich entwickelnden Interesse an Schweitzers Arbeit zur Bekämpfung der Lepra. Büding half ihm bei der Beschaffung von Medikamenten und pflegte eine langjährige Korrespondenz mit Schweitzer, die heute den Kern einer Sammlung an der Johns Hopkins University bildet.
Die zuvor von Büding in seinem Lebenslauf skizzierte Planung für seinen weiteren wissenschaftlichen Werdegang verlief anders. Der Lebenslauf war schon Teil seiner Bewerbung für eine Stelle am Institut für Biochemie der Universität Istanbul, wo er von 1935 bis 1938 wissenschaftlicher Mitarbeiter von Werner Lipschitz war. Wie es zu dieser Verbindung kam, ist nicht dokumentiert, und von den angestrebten Promotionen scheint nur die in Medizin realisiert worden sein: Recherches sur la dégénérescence graisseuse du foie, 1 janvier 1936 (Recherchen zur fettigen Degeneration der Leber).

## Leben und Forschen in den USA
1938 lief der Vertrag von Werner Lipschitz in Istanbul aus, und er wechselte in die USA. Das dürfte auch das Ende für Büdings Vertrag bedeutet haben, der ebenfalls in die USA auswanderte. Von Istanbul über Frankreich kommend, traf er am 17. Januar 1939 in New York ein. Am 31. Mai 1939 stellte er unter dem Namen Ernest Boris Bueding (mit Verweis auf seinen Geburtsnamen Ernst) in New York einen Einbürgerungsantrag.
Ernest Büdings private und berufliche Stationen in den USA lassen sich nur punktuell rekonstruieren. Am 4. April 1940 heiratete er in New York die „Dress Designerin“ Raya Palzeff (* 4. November 1905 in „Olesso, Russia“ [Odessa]). Ein „Einberufungsbescheid für junge Männer“ (Draft Card Young Men) vom 16. Oktober 1940 besagt, er sei beim „Departement of Medicine“ der New York University beschäftigt. Seine New Yorker Adresse ist aber durchgestrichen und überschrieben mit Western Reserve University, Dept of Pharmacology, Cleveland, Ohio. Wann er von der einen zur anderen Universität gewechselt ist, ist ebenso wenig belegt wie eine tatsächliche Einberufung zum Militärdienst. Ein Aufsatz von ihm deutet aber an, dass die Adressänderung zu einem späteren Zeitpunkt erfolgt sein muss, denn in einem 1941 verfassten Aufsatz heißt es zu den beiden Autoren Ernest Büding und Walter Goldfarb: „From the Medical Service of the Psychiatric Division, Bellevue Hospital, and the Departments of Medicine and Psychiatry, New York University, College of Medicine, New York“. Auch 1942 hieß es über ihn noch: „Assistant in chemistry, New York University College of Medicine; fellow in medicine, Medical Service of the Psychiatric Division, Bellevue Hospital“. Eingebürgert wurde Büding 1944 mit dem falschen Geburtsjahr 1911, und der „Naturalization Place New York, Cuyahoga, Ohio“ legt die Vermutung nahe, dass es zu dem Zeitpunkt noch zwei Wohnsitze gab. Raissa Büding wurde 1946 in „Cleveland, Cuyahoga, Ohio“, eingebürgert. Seinen Antrag „auf Grund des Gesetzes zur Wiedergutmachung nationalsozialistischen Unrechts“ stellte Ernest Bueding am 12. Juli 1950 als Professor an der Western Reserve University in Cleveland mit Wohnsitz dort seit 1947.
Der Nachruf des Ehepaares Saz enthält keine systematische Übersicht über die Universitäten, an denen Ernest Bueding gearbeitet hat. Erwähnt werden Cleveland, New Orleans und Baltimore.:S. 699 In einem weiteren Wiedergutmachungsantrag nach dem Bundesentschädigungsgesetz vom 4. November 1957 wird er von seinem Frankfurter Anwalt als „Dr. med.“ und „Universitätsprofessor für Pharmakologie“, wohnhaft in New Orleans, benannt. In einem Artikel aus dem Jahr 1959 bezeichnete Bueding sich selber als „Professor of Pharmacology, Louisiana State University, School of Medicine, New Orleans, Louisiana, U.S.A.; Visiting Professor of Pharmacology, University of Oxford“. Cleveland wurde ja bereits in seinem Einberufungsbescheid benannt, und sein Aufenthalt in New Orleans wird im Zusammenhang mit seinen musikalischen Interessen ab den frühen 1950er Jahren erwähnt. Ende der 1950er Jahre wechselte er dann an die Johns Hopkins University in Baltimore.
In einem Nachruf in der New York Times heißt es über Ernest Buedings Forschungen:

“Mr. Bueding was responsible for modifying a drug originally developed by a Swiss company so that it could combat hookworm and schistosomiasis, which affect 200 million people worldwide and can be fatal. The drug, amosconate, completely eliminates the parasite, found most commonly in tropical climates.
Mr. Bueding also developed oltipraz, a medication found to reduce the carcinogenic effect of various compounds.”

„Herr Bueding war verantwortlich für die Modifizierung eines ursprünglich von einem Schweizer Unternehmen entwickelten Medikaments zur Bekämpfung von Hakenwürmern und Bilharziose, von denen weltweit 200 Millionen Menschen betroffen sind und die tödlich sein können. Das Medikament, Amosconat, eliminiert den Parasiten, der vor allem in tropischen Klimazonen vorkommt, vollständig.
Mr. Bueding entwickelte auch Oltipraz, ein Medikament, das die krebserregende Wirkung verschiedener Verbindungen verringert.“

Was hier als „Modifizierung“ benannt wurde, war nach den Eheleuten Saz ein längerer Kampf gegen „die stark mutagenen, teratogenen und karzinogenen Wirkungen des Anti-Bilharziose-Wirkstoffs Hycanthon, der zu dieser Zeit vielen Menschen verabreicht wurde. Mehrere schmerzvolle Jahre lang stand er allein gegen erhebliche Anfeindungen, aber wieder folgte er mutig der Wahrheit seiner überwältigenden Daten, bis die Gefahren dieses Medikaments allgemein anerkannt wurden.“ 1978 wurde Büding für diese Forschungen der „Theodor Weicker Memorial Award“ verliehen.
Aufbauend auf seinen Forschungen zur Bekämpfung der Schistosomiasis (Bilharziose) galten Ernest Buedings weitere Arbeiten den Verbindungen, die als schützende Substanzen gegen Mutagene und Karzinogene wirkten. Für diese vornehmlich die Parasitologie und Pharmakologie betreffenden Forschungen erhielt er 1985 den Paul-Ehrlich-und-Ludwig-Darmstaedter-Preis.:S. 698
Ernest Bueding starb sieben Monate nach einer Krebsdiagnose am 18. April 1986.:S. 697

## Musik
Laut dem Nachruf der Eheleute Saz hielt sich Ernest Bueding zum Zeitpunkt seines Todes in seinem mit Regalen voller Kammermusikpartituren bestückten Musizierzimmer auf:S. 697, und deren Nachruf legt nicht weniger Wert auf dessen musikalische Interessen als auf die wissenschaftlichen. Sie bezeichnen den Geigen- und Bratschenspieler als einen vor allem der Kammermusik zugetanen Musikwissenschaftler, Musiker und Musikliebhaber.:S. 698 Seine beruflichen Stationen in den USA waren immer auch begleitet von von ihm initiierten Gründungen von Kammermusik-Ensembles und Konzertreihen.
Im Jahr 2000 erschien in New Orleans ein Artikel über die Kammermusikformation New Orleans Friends of Music. Deren Gründung geht auf Ernest Bueding zurück, der in den frühen 1950er Jahren nach New Orleans kam und feststellte, dass es dort keinen Veranstaltungsort für Kammermusik gab. Mit Freunden und Kollegen machte er sich daran, dies zu ändern, und seine Bemühungen überdauerten seine eigene Anwesenheit in New Orleans. Auf ihrer Webseite rühmt sich die Gruppe auch 2015 noch, dass sie seit 1955 die besten Kammermusiker der Welt in die Stadt bringt.
Die Shriver Hall Concert Series (SHCS) in Baltimore führt ihre Gründung ebenfalls auf Ernest Bueding zurück, der zusammen mit einer Gruppe ähnlich engagierter Musikliebhaber „einen wichtigen Beitrag zur Vitalität einer bereits sehr lebendigen Stadt leisten“ wollte, und noch kurz vor seinem Tode wurde Ernest Bueding vom Präsidenten der Johns Hopkins University die President's Medal in Anerkennung seiner Verdienste um die Musik in Baltimore verliehen.:S. 699
Ernest Bueding vermachte seine Musik, wertvolle Instrumente und Bücher der Cornell University, dem Mannes College of Music und dem Henry Street Settlement in New York City.

“One of his fondest desires was to establish a Schubert Festival in this country. Although it soon became apparent that he himself would never hear it, his concern was that this festival go on. To this end, in his final weeks he busied himself with details regarding the performing musicians and program selections. In August or September, 1988, at Gretna, Pennsylvania this event wilt take place.”

„Einer seiner sehnlichsten Wünsche war es, ein Schubert-Festival in diesem Land zu etablieren. Obwohl bald klar wurde, dass er es selbst nie hören würde, war es ihm ein Anliegen, dass dieses Festival weitergeführt wird. Zu diesem Zweck beschäftigte er sich in seinen letzten Wochen mit den Details bezüglich der auftretenden Musiker und der Programmauswahl. Im August oder September 1988 wird dieses Ereignis in Gretna, Pennsylvania, stattfinden.“

## Wiedergutmachungsverfahren
Ernst Büding hatte, wie oben schon erwähnt, am 12. Juli 1950 einen ersten Entschädigungsantrag gestellt. Er verlangte die Rückerstattung des Hauses in der Zeppelinallee und erklärte zur Begründung: „Ich bin als Jude zur Auswanderung gezwungen worden & wurde nach meiner Auswanderung ausgebuergert & enteignet.“ Die Geschichte dieses Hauses und seiner Rückerstattung gestaltete sich jedoch sehr kompliziert und vollzog sich weitgehend außerhalb des von Ernest Buedung angestrengten Wiedergutmachungsverfahrens. Seine Mutter Katja war Anfang Dezember 1936 von Paris kommend in die USA eingereist. Im Mai 1939 schlug das Bauamt der Stadt dem Oberbürgermeister den Ankauf des Anwesens Zeppelinallee 25 vor. Das leerstehende Haus mit einem Einheitswert von RM 58.200,00 sei der Stadt von einem Bevollmächtigten „einer in Paris wohnenden Jüdin“ zum Preis von RM 38.500,00 zum Kauf angeboten worden und könne „zur vorläufigen Unterbringung des Generalmajors Behschnitt“ oder alternativ als Studentenheim genutzt werden. Weshalb dieser Ankauf durch die Stadt trotz des positiven Votums des Fachamtes nicht zustande kam, ist nicht bekannt.
Am 6. Dezember 1940 kam es zum Abschluss eines notariellen Kaufvertrages zwischen dem „Konsulent Dr. Robert Israel Rosenburg [..] in seiner Eigenschaft als Abwesenheitspfleger für Frau Katja Sara Büding, geb. Margoulieff“, und dem „Diplom Kaufmann Herbert Franz, [..] handelnd [..] im Namen des Reichszweckverbandes Studentenhaus E.V. in Berlin“. In diesem Kaufvertrag sind die Eigentumsverhältnisse an dem Anwesen genau beschrieben – und damit im Hinblick auf Ernest Bueding auch das perfide Rechtsverständnis des nationalsozialistischen Staates.

„Freu Katja Sara Büding, geb. Margoulieff ist gemäss Erbschein des Amtsgerichtes Frankfurt am Main vom 9. 10. 1926 befreite Vorerbin ihres verstorbenen Ehemannes Dr. jur. Friedrieh Büding. Nacherben sind Dr. Ernst Israel Büding und Frau Julia Sara Rosenburg, geb. Büding.
Frau Katja Sara Büding befindet sich zur Zeit wahrscheinlich in Frankreich möglicherweise aber auch in USA, weil sie ihre Weiterreise nach USA vorbereitete.
Dr. Ernst Israel Büding ist ausgebürgert. Seine Rechte sind daher auf das Finanzamt Berlin Moabit-West als Vertreter des Reichsfiskus übergegangen, des den Fall unter dem Aktenzeichen 0.1300 - 1o1/39 bearbeitet.
Frau Julia Sara Rosenburg befindet sich in USA.“

Ernst Büdings Name stand auf Position 16 auf der Ausbürgerungs-Liste 93, die am 17. Februar 1939 im Deutschen Reichsanzeiger und Preußischen Staatsanzeiger, Nr. 41, veröffentlicht worden war. Wie das Zitat zeigt, waren damit auch alle erbrechtlichen Ansprüche für ihn erloschen und auf das Deutsche Reich übergegangen.
Das erstaunliche an dem rechtskräftig gewordenen Kaufvertrag ist, dass im Gegensatz zu dem mit der Stadt Frankfurt beabsichtigten ein wesentlich höherer Verkaufspreis realisiert werden konnte, nämlich exakt der schon erwähnte Einheitswert RM 58.200,00. Allerdings kam der wohl nie zur Auszahlung, wie sich aus der Akte des von Katia Büding 1950 eingeleiteten Wiedergutmachungsverfahrens ergibt. Das Eigentum an dem Haus war nach dem Verkauf an den Reichszweckverband Studentenhaus e. V. auf den Nationalsozialistischen Altherrenbund übergegangen, gegen den beziehungsweise dessen Rechtsnachfolger, das Hessische Finanzministerium, Katia Büding 1950 auf Rückerstattung klagte. In dem sich bis Dezember 1966 und damit über den Tod von Katia Büding hinaus hinziehenden Verfahren wurde anerkannt, dass „ihrem verstorbenen Ehemann Dr. Ernst Büding durch geleistete Zwangsabgaben in Höhe von RM 37 897,24“ ein Schaden entstanden ist. Diese Verwechselung des zum Verkaufszeitpunkt längst verstorbenem Ehemanns und Vaters mit dem ausgebürgerten Sohn durchzieht das gesamte Verfahren; gleichwohl wurden Katia Büding für die Zwangsabgabe, bestehend aus Judenvermögensabgabe und Reichsfluchtsteuer, umgerechnet 7.847,86 DM an Entschädigung zuerkannt, von der 5.572,73 DM zur Auszahlung kamen (Bescheid des Regierungspräsidiums Wiesbaden vom 31. Januar 1957). Der Antrag von Ernest Bueding und seiner Schwester Julia Rosenburg auf Erstattung des Differenzbetrags und kleinerer weiterer Beträge wurde von der Oberfinanzdirektion Frankfurt am 15. Dezember 1966 mit Verweis auf frühere Verfahren und Vergleiche abgelehnt.
In Ernest Buedings eigenem Wiedergutmachungsverfahren entscheidet die Entschädigungsbehörde beim Regierungspräsidium Wiesbaden am 14. November 1957, dass Ernst Büding 5.000,-- DM Entschädigung zustehen für einen „Schaden in der Ausbildung“, da ihm in Frankreich „nicht sämtliche in Deutschland absolvierten Semester angerechnet [worden seien], sondern zwei weniger. Ferner musste der Antragsteller eine neue Dissertation verfassen.“ Die Behörde ging davon aus, dass Bueding dadurch zwei Jahre eingebüßt hat. Acht Jahre später, am 11. Oktober 1965 macht Buedings Frankfurter Anwalt unter Bezug auf den Bescheid von 1957 und des § 116 Bundesentschädigungsgesetz (BEG) eine weitere Forderung von 5.000,-- geltend. Dem gab das Regierungspräsidium am 20. Oktober 1965 statt. Am 19. September 1966 stellte Rechtsanwalt Cahn im Namen eines Mandanten einen weiteren (unbezifferten) Antrag „auf Gewährung einer Entschädigung für seine Auswanderung Kosten“.
Am 19. April 1982 stellt Stephan Leibfried von der Universität Bremen einen Antrag auf Einsicht in Ernest Buedings Wiedergutmachungsakte. Dies geschah im Rahmen des von der Deutschen Forschungsgemeinschaft geförderten Projekts „Verschüttete Alternativen in der Gesundheitspolitik“, in welchem die Biographien emigrierter Mediziner erarbeitet werden sollten. Dem Antrag wurde am 12. Mai 1982 stattgegeben. Am 22. Juni 1982 schrieb das Regierungspräsidium die Rechtsanwälte Cahn in Frankfurt an, weil im Zuge der Weitergabe der Akten an die Universität Bremen festgestellt worden war, dass der Antrag vom 19. September 1966 „versehentlich nicht erledigt worden“ sei. Auf das Verlangen nach weiteren Unterlagen antwortete das Rechtsanwaltsbüro am 24. Juni 1982: „Teile ich mit, daß unsere Entschädigungsakte bereits vor vielen Jahren erledigt weg gelegt worden war und inzwischen vernichtet worden ist. Wir stehen auch mit dem Antragsteller oder seinen etwaigen Erben seit Jahren nicht mehr in Verbindung.“

## Ehrungen
- 1963 Fellow der John Simon Guggenheim Memorial Foundation[39]
- 1970 Die Rockefeller-Stiftung gewährte der Johns Hopkins University eine Zuwendung in Höhe von $ 15.000 als „Beitrag zu den Kosten für die Erforschung der Chemotherapie der experimentellen Schistosomiasis, die von Dr. Ernest Bueding, Professor für Pathobiologie an der School of Hygiene and Public Health, durchgeführt werden soll“.[40]
- 1979 wurde Ernest Bueding in die American Academy of Arts and Sciences aufgenommen.[41]
- 1978 Theodor Weicker Memorial Award[42][43]
- 1984 wurde er mit dem Richard J. Bogomolny National Service Award der CMA Chamber Music America ausgezeichnet.[44]
- 1985 erhielt er den Paul-Ehrlich-und-Ludwig-Darmstaedter-Preis. “Ironically this was presented in the city of his birth, Frankfurt am Main, which he had been forced to leave in his youth soon after the rise of Hitler. The return was both pleasant and sad, for while there he visited the cemetery where both his father and Paul Ehrlich are buried” (deutsch: „Ironischerweise wurde ihm dieser in seiner Geburtsstadt Frankfurt am Main überreicht, die er in seiner Jugend kurz nach Hitlers Machtübernahme verlassen musste. Die Rückkehr war sowohl erfreulich als auch traurig, denn dort besuchte er den Friedhof, auf dem sowohl sein Vater als auch Paul Ehrlich begraben sind.“)[45]

## Werke
Im Katalog der Deutschen Nationalbibliothek sind 10 Aufsätze unter dem Namen Ernest Büding verzeichnet, und Researchgate verzeichnet immerhin 157 Publikationen, für die er alleiniger Autor oder Co-Autor war. Das Ehepaar Saz spricht in seinem Nachruf davon, dass seit 1933 „über 250 hochwertige Publikationen seiner Arbeit als Leuchttürme für andere Wissenschaftler erhalten geblieben“ seien.

## Archivalien
- Archivinformationssystem Hessen (Arcinsys)
  - Wiedergutmachungsakte Ernst Boris Bueding, Signatur HHStAW, 518, 51664
  - Wiedergutmachungsakte Katia Bueding, Signatur HHStAW, 518, 51748